# Maurice Gamelin
Maurice Gustave Gamelin (20 de setembro de 1872 – 18 de abril de 1958) foi um general sênior do exército francês. Gamelin é lembrado por seu comando infrutífero (até 17 de maio de 1940) dos militares franceses durante a Batalha da França (de 10 de maio a 22 de junho de 1940) na Segunda Guerra Mundial e sua firme defesa dos valores republicanos.

## Biografia

### Carreira Militar e Primeira Guerra
Promovido em 1893, iniciou sua carreira como oficial no Norte da África no 3. regimento de atiradores argelino e posteriormente na brigada topográfica da Tunísia. Retornando à França em 1897, preparou-se para o exame de admissão na Escola Superior de Guerra francesa. Em 1906, publicou seu Estudo Filosófico sobre a Arte da Guerra, que imediatamente o colocou entre os melhores pensadores militares de sua época.
Quando a Primeira Guerra Mundial começou, em 1914, demonstrou zelo e eficiência de primeira ordem, principalmente durante a Batalha do Marne, onde escreveu as instruções que o levariam à vitória. Foi também nessa época que percebeu o estreito entrelaçamento do político e do militar na condução das operações. Lutou na Alsácia e depois no Somme.
Nomeado coronel em abril de 1916, continuou sua ascensão e conquistou incessantemente a admiração de seus superiores. No mesmo ano foi nomeado brigadeiro-general e em 1917 comandou a 9. Divisão de Infantaria até o armistício. Ansioso para salvar a vida de seus homens, mostrou grande habilidade tática, como evidenciado por suas batalhas na região de Noyon durante a primavera de 1918.
Após a Guerra, de 1919 a 1924, o General Gamelin chefiou a Missão Militar Francesa no Brasil.
Apoiado ao longo de sua carreira por Edouard Daladier, ele sucedeu em 1931 ao General Weygand como Chefe do Estado-Maior General. A partir de 1935, ele acumulou essa função com a de Inspetor Geral do Exército. Antes dele, apenas Joffre tinha tanto poder.
Em 1938, passou a ser o primeiro titular do posto de Chefe do Estado-Maior da Defesa Nacional, com missão de coordenação entre os três exércitos (terrestre, aéreo e marítimo).
Gamelin, portanto, desempenha um papel decisivo na preparação da França para o conflito que se aproxima. Ele permeia suas concepções - por mais vagas ou obsoletas que sejam - de armamento, organização e treinamento do Exército.

### Segunda Guerra Mundial
Foi um dos generais mais intelectualizados de seu tempo. Ele era respeitado, mesmo na Alemanha, por sua inteligência e sutileza. Apesar dessa sutileza e de seu brilhante histórico de serviço durante a Primeira Guerra Mundial, seu comando dos exércitos franceses até a Batalha da França em maio de 1940 foi um desastre: apoiou um plano estratégico de defesa de esperar o ataque alemão, mantendo uma frente contínua da Suíça ao Mar do Norte, atrás da Linha Maginot e ao longo da fronteira alemã.
Entre os muitos erros de Gamelin, podem ser citados:
- uma fraca capacidade de liderar os homens, bem como de organizá-los, e uma falta geral de carisma, além da manutenção de grandes forças atrás da linha Maginot com uso excessivo de pessoal;
- concepções obsoletas do uso da aviação, tanques, elementos motorizados, artilharia, fortificações, ignorando os desenvolvimentos modernos e aprendendo pouco com a rapidez da campanha polonesa, apegado ainda à experiência do conflito de 1914-1918;
- a má organização do nível mais alto do exército, caracterizada por uma diluição de responsabilidades em uma frente crucial;

- um comando que favorecia contatos com políticos parisienses - de seu quartel-general em Vincennes - ao invés da proximidade com a frente. Esse ponto foi agravado pela relutância em usar o rádio para transmitir diretivas, preferindo o telefone fixo ou os mensageiros. O processo de tomada de decisão francês foi, portanto, mais lento do que o dos alemães;
- uma visão do teatro de operações que o fez olhar para as Ardenas como impenetrável (apesar dos avisos que ele reconheceu ter recebido da Bélgica).

### Julgamento e prisão
Após a derrota, Gamelin foi preso em 6 de setembro de 1940 pelo novo regime de Vichy e indiciado no julgamento de Riom em fevereiro de 1942, ao lado de Édouard Daladier. Permaneceu em silêncio com dignidade na presença de seus acusadores. Ele foi então preso no Forte du Portalet, nos Pirenéus. Durante a ocupação da zona franca pelos alemães em novembro de 1942, ele foi internado na Alemanha perto do campo de concentração de Buchenwald e depois transferido para o Château d'Itter na Áustria. Os americanos o libertaram em 5 de maio de 1945 na Batalha pelo Castelo Itter. 
De volta à França, Gamelin optou por se passar por vítima, embora não tenha sido chamado para prestar contas. Ele foi interrogado, como Weygand e muitos generais, pela Comissão Parlamentar responsável por investigar os acontecimentos na França de 1933 a 1945, que procurou determinar as responsabilidades no desastre de 1940 e no que se seguiu. Ele publicou suas memórias dedicadas principalmente a justificar sua conduta na guerra durante a campanha na França em 1939-1940.

### Escritos
- Estudo filosófico sobre a arte da guerra, Chapelot, Paris, 1906. 107 p.
- Três etapas do período pré-guerra, Les Œuvres Libres, Paris, n o  13, 1921.
- Instrução sobre a organização e operação da aviação médica em tempo de guerra , Imprimerie Nationale, 1932, 9 p.
- Serve , vol. 1, Os Exércitos Franceses de 1940, Plon, Paris, 1946, 380 p.
- Serve , vol. 2, O Prólogo do Drama, 1930-Agosto de 1939, Plon, Paris, 1946, 479 p.
- Serve , vol. 3, A Guerra,Setembro de 1939-19 de maio de 1940, Plon, Paris, 1946, 537 p.
- Manobra e vitória do Marne , Bernard Grasset, 1954.